# GAZ-67
La GAZ-67 est un véhicule tout-terrain de l'armée soviétique conçu au cours de la Seconde Guerre mondiale par l'entreprise GAZ (acronyme de Gorkiy avtomobil zavod, c'est-à-dire « usine automobile de Gorki »).

## Histoire
Conçue en 1942 et produite à partir de 1943 pour remplacer la vieillissante GAZ-64, la GAZ-67 était robuste, peu onéreuse et avait des capacités satisfaisantes, ce qui correspondait exactement aux attentes soviétiques. Elle était inspirée de la Jeep Bantam américaine, l'Union soviétique ayant reçu plus de 20 000 Jeep des alliés au cours de la Seconde Guerre mondiale avec la loi Prêt-Bail. 
La 67 était destinée à devenir le véhicule tout terrain de transport du personnel et d'équipement léger de l'armée rouge, elle fut adoptée par les soviétiques et ce malgré son infériorité par rapport à la Jeep Willys (plus faible accélération notamment). La construction d'un modèle amélioré nommé GAZ-67B débuta en janvier 1944 en URSS. Un total de 4 821 exemplaires des deux versions furent produits avant la fin de la guerre et plus de 88000 après la fin de celle-ci.
Ce modèle a été massivement exporté, particulièrement en Indochine et en Corée. La production cessa en 1953 avec l'arrivée de la GAZ-69A.

## Variantes
- GAZ-67, version de base
- GAZ-67B, version améliorée (voir caractéristiques)
- GAZ-67B simplifiée, version deux roues motrices
- GAZ-67B-420, prototype à carrosserie fermée
- BA-64, véhicule de reconnaissance blindé tout terrain construit sur le châssis de la GAZ-67.
- GAZ-011, version amphibie

## Caractéristiques
Les roues, la suspension (Quarter-Ellipse Springs) et d'autres composants automobiles ressemblaient à celles d'autres véhicules GAZ, à l'exception du système de transmission à quatre roues. Le véhicule avait quatre sièges et était propulsé par le moteur à essence Soviétique Ford GAZ-MM avec une vitesse maximale de 90 km/h, mais avec quelques améliorations. Comparé à la version 67, le 67B a bénéficié d'un autre moteur modifié, un empattement plus long (1,85 m au lieu de 1,27 m), un châssis renforcé, un réservoir de carburant élargi et d'autres améliorations.